# Marek Stefański
Marek Stefański (ur. 1969 w Rzeszowie) – polski organista, pedagog.
W latach 1989–1994 studiował w Akademii Muzycznej w Krakowie w klasie organów prof. Joachima Grubicha (dyplom z wyróżnieniem).
W latach 1996–2007 pełnił obowiązki organisty bazyliki Mariackiej w Krakowie. Od 1999 roku jest pracownikiem Katedry Organów Akademii Muzycznej w Krakowie. W roku 2007 obronił rozprawę doktorską i koncert poświęcone stylom improwizacji w europejskiej muzyce organowej od XVIII do XX wieku.
Jest laureatem pierwszej nagrody w dziedzinie muzyki organowej „Forum Européen d'Art Sacre” w 1993 roku.
Wystąpił z koncertami w większości krajów europejskich, Azji, Ameryki Północnej i Południowej. 
Dokonał nagrań radiowych, telewizyjnych i płytowych w Polsce, Rosji, Belgii i Niemczech.

## Dyskografia
- Baroque Music for Trumpet and Organ (Bazylika oo. Bernardynów w Leżajsku), 1994
- Organy Kościoła Mariackiego w Krakowie, 1996
- Organy i trąbka w Kościele Mariackim w Krakowie, 1996
- Romantyczna Muzyka Organowa. Organy Kościoła Arka Pana w Krakowie, 1999
- Johann Sebastian Bach - Dzieła organowe (Organy Bazyliki oo. Bernardynów w Leżajsku), 1999
- Organy Bazyliki św. Floriana w Krakowie, 2000
- Ave Maria w Bazylice Mariackiej w Krakowie, 2000
- Organy Kościoła Matki Bożej Szkaplerznej w Szymbarku, 2004
- The Music of The World's Cathedrals - Moscow, 2005